# CAB (archivo)
En informática, CAB (abreviatura de cabinet) es el formato nativo de archivo comprimido de Microsoft Windows. Soporta compresión y firma digital, y se utiliza en una variedad de motores de instalación de Microsoft: Setup API, Device Installer, AdvPack (para la instalación de componentes ActiveX de Internet Explorer) y Windows Installer). Originalmente fue llamado Diamond.[cita requerida]
El formato de archivo CAB admite tres métodos de compresión de datos:
- DEFLATE, creado por Phil Katz, el autor del formato de compresión ZIP.
- Quantum, con licencia de David Stafford, el autor del Quantum archiver.
- LZX, creado por Jonathan Forbes y Tomi Poutanen, dado a Microsoft cuando Jonathan se unió a la compañía.

La extensión de archivo CAB se utiliza también en instaladores (InstallShield y otros), aunque no es el mismo formato de archivo.